# Kuroda Kiyotaka
Il duca Kuroda Kiyotaka  (黑田 清隆?), noto anche come Kuroda Ryōsuke (黑田 了介?), (Kagoshima, 16 ottobre 1840 – Kagoshima, 23 agosto 1900) è stato un politico giapponese.
Primo ministro del Giappone dal 30 aprile 1888 al 25 ottobre 1889, Kuroda nacque a Kagoshima nel dominio di Satsuma nella regione del Kyūshū, che in seguito si sarebbe trasformata nella odierna Prefettura di Kagoshima. Divenne samurai al servizio del daimyō Shimazu. Nel 1862 Kuroda fu coinvolto nell'incidente di Namamugi, nel quale dei servitori del daimyō di Satsuma uccisero un mercante di nazionalità britannica che si era rifiutato di inginocchiarsi al passaggio del loro signore.
Questo episodio portò alla guerra Anglo-Satsuma del 1863 al quale partecipò lo stesso Kuroda. Immediatamente dopo la fine del conflitto Kuroda si trasferì a Edo dove si dedicò allo studio della balistica. Al suo ritorno a Satsuma egli fu un convinto sostenitore dell'alleanza Satsuma-Chōshū per il rovesciamento dello Shogunato Tokugawa. In seguito divenuto un leader militare durante la Guerra Boshin divenne noto per aver risparmiato la vita all'ammiraglio giapponese Enomoto Takeaki, fedele allo shōgun Tokugawa Yoshinobu e che lo aveva affrontato nella battaglia di Hakodate.

## La carriera politica e diplomatica
Nel 1870 Koruda divenne un diplomatico e in questa veste venne inviato a Karafuto dove fu apprezzato sia dai suoi compatrioti che dai russi. 
Vivamente preoccupato per la spinta espansionistica russa verso oriente, Kuroda fece ritorno a Tokyo dove raccomandò caldamente il rafforzamento della frontiera settentrionale.
Nel 1871 compì un viaggio prima in Europa e poi negli Stati Uniti per un periodo di cinque mesi, facendo poi ritorno in Giappone nel 1872 dove venne inviato a sovrintendere al rafforzamento della colonia dell'isola di Hokkaidō.
Nel 1874 venne nominato capo dell'Ufficio della Colonizzazione di Hokkaidō e organizzò uno schema di colonizzazione dell'isola basato sull'utilizzo di samurai e di soldati in congedo che fungessero sia come coloni che come milizia locale. In questo stesso periodo venne promosso al grado di tenente colonnello nell'esercito imperiale giapponese.
Nel 1875 venne inviato in Corea come diplomatico e governatore di Hokkaidō e nel 1876 partecipò in tale veste al Trattato di Ganghwa con il quale la Corea cessava di essere un vassallo commerciale della Cina aprendo le proprie frontiere al commercio con il Giappone. Nel 1877 Kuroda fu inviato come ufficiale per la soppressione della Rivolta di Satsuma. Nel 1878 divenne leader del dominio Shazuma che segiì l'assassinio del leader politico Okubo Toshimichi. Nel 1887 venne nominato ministro dell'agricoltura.

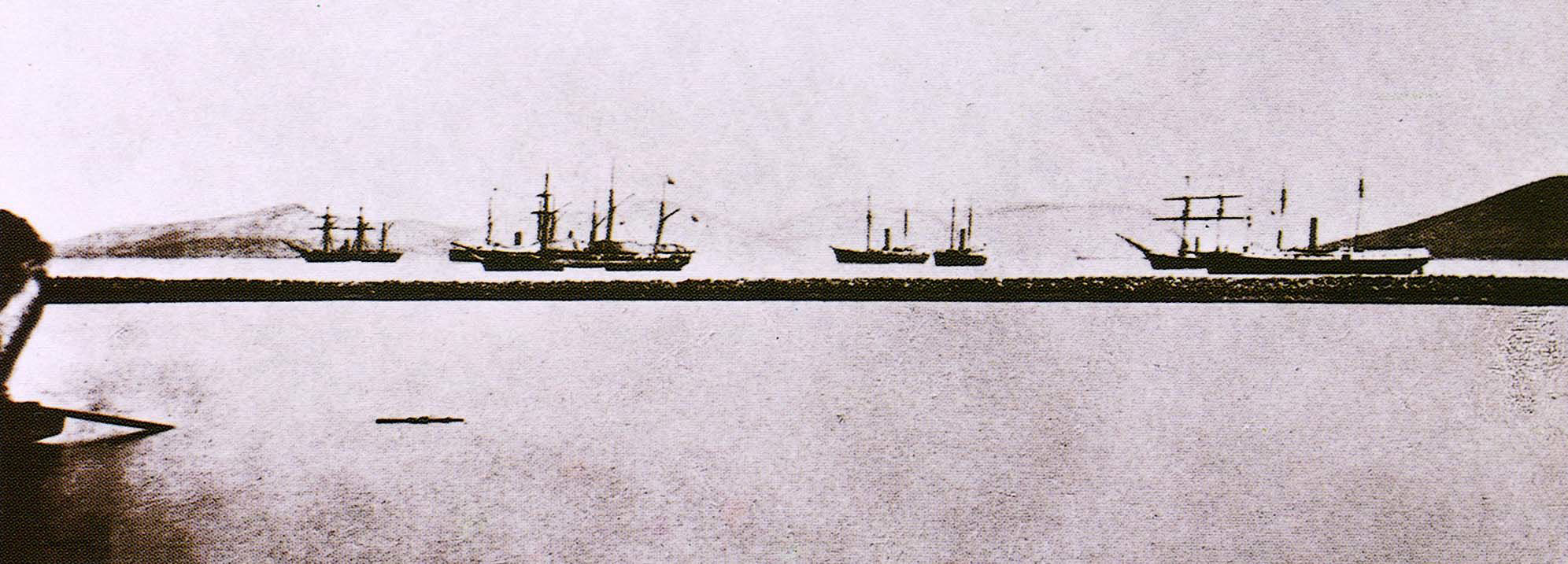
L'ambasciata di Kuroda a Pusan, verso Ganghwa, Corea il 16 gennaio 1876. Due navi da guerra, la Nisshin e la Moshun e 3 trasporti truppe, adibite a scorta per Kuroda.

## La carica di Primo ministro
Kuroda divenne il secondo Primo ministro della storia del Giappone dopo l'incarico di Hirobumi Itō, e durante la sua carica presenziò la promulgazione della Costituzione Meiji, tuttavia, nonostante questo grande successo politico, l'incapacità di far revisionare le clausole sfavorevoli al Giappone nei vari trattati internazionali suscitarono una forte avversione alla sua figura politica. Dopo l'ennesimo insuccesso internazionale da parte del suo ministro per gli Esteri Ōkuma Shigenobu nel 1889, Kuroda fu costretto a rassegnare le dimissioni.
Nel 1892 venne nominato ministro delle comunicazioni nel secondo gabinetto Itō e nel 1895 venne eletto genrō ovvero padre fondatore del Giappone moderno. Morì nel 1900 di una emorragia cerebrale.